# Gerygone albofrontata
Gerygone albofrontata é uma espécie de ave da família Pardalotidae.
É endémica das Ilhas Chatham, na Nova Zelândia.
Os seus habitats naturais são: florestas temperadas.